# Aulnois-en-Perthois
Aulnois-en-Perthois – miejscowość i gmina we Francji, w regionie Grand Est, w departamencie Moza.
Według danych na rok 1990 gminę zamieszkiwały 413 osoby, a gęstość zaludnienia wynosiła 38 osób/km² (wśród 2335 gmin Lotaryngii Aulnois-en-Perthois plasuje się na 652. miejscu pod względem liczby ludności, natomiast pod względem powierzchni na miejscu 544.).